# كلاوديو إيرنيستو غونزاليس
كلاوديو إيرنيستو غونزاليس (بالإسبانية: Claudio Ernesto González)‏ (21 مارس 1992 بإيرابواتو في المكسيك - ) هو لاعب كرة قدم مكسيكي في مركز الهجوم. لعب مع كلوب ليون.